# محمدرضا شجریان
محمّدرضا شجریان (۱ مهر ۱۳۱۹ – ۱۷ مهر ۱۳۹۹) موسیقی‌دان و خوانندهٔ موسیقی سنتی ایرانی بود. شجریان در میان دوست‌داران خود با عنوان «استاد آواز ایران» و «خسروِ آواز ایران» شناخته می‌شود. بسیاری از مردم ایران او را مهم‌ترین چهرهٔ موسیقی ایرانی و یکی از نمادهای مهم فرهنگ و موسیقی ایران‌زمین می‌دانند. شجریان از آوازه‌ای بین‌المللی نیز برخوردار است. محمدرضا شجریان از بنیاد آقاخان، جایزهٔ خداوندگار موسیقی را دریافت کرده است و نامزد جایزه گرمی نیز بوده است.
وی همچنین خوش‌نویس خطِ نستعلیق، رئیس شورای عالی خانه موسیقی ایران، بنیان‌گذار گروه شهناز، شرکت دل‌آواز، باغ هنر بم و طراح چند ساز موسیقی بود. او در قرائت قرآن نیز فعالیت داشت و دعای ربنا، نامدارترین تلاوت قرآنیِ او بود.
وی علاوه بر اشعار کلاسیک شاعرانی چون حافظ، سعدی، مولانا، عطار، باباطاهر و خیام، در برخی کنسرت‌ها و کارهای خود از «شعر نو» شاعرانی چون فریدون مشیری، نیما یوشیج، سهراب سپهری، محمدرضا شفیعی کدکنی، مهدی اخوان ثالث و هوشنگ ابتهاج استفاده کرده است. از جمله کارهای مشترک او گزیده‌ای است از رباعیات خیام با صدای شجریان و رباعی‌خوانی احمد شاملو. همچنین، وی تعدادی از دعاهای قرآنی را در اثر مشهور به دعای ربّنا خوانده است که در هنگام افطارهای ماه رمضان از صداوسیمای ایران پخش می‌شد. همچنین بعد از درگذشت پدرش که از استادان و قاریان مشهور قرآن در مشهد بود، برخی از تلاوت‌های قرآن خود را با عنوان به یاد پدر در دو سی‌دی مجزا (به یاد پدر ۱ و به یاد پدر ۲) منتشر کرد.
از فرزندان او، همایون و مژگان در زمینهٔ موسیقی فعالیت دارند. خوانندگانی چون ایرج بسطامی، مظفر شفیعی، حسام‌الدین سراج، حمیدرضا نوربخش، علی جهاندار، بیژن کامکار، سینا سرلک، وحید تاج و پسرش همایون از شاگردان شجریان بودند.

## زندگی و فعالیت موسیقی

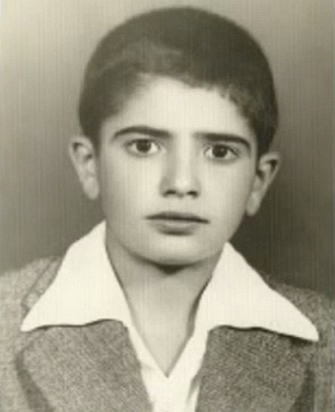
در نوجوانی

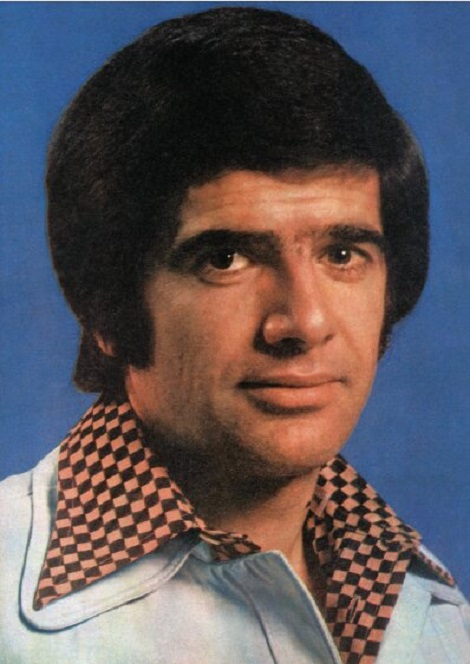
در جوانی

محمدرضا شجریان، ۱ مهر ۱۳۱۹ در مشهد زاده شد. آواز خواندن را از کودکی آغاز کرد و با توجه به استعداد و صدای خوبش، تحت آموزش پدر خود که قاری قرآن بود، مشغول به پرورش صدای خویش شد.

### دههٔ ۱۳۳۰
در سال ۱۳۳۱، برای نخستین بار، صدای تلاوت قرآن او از رادیو خراسان پخش شد. وی در سال ۱۳۳۸ به دانش‌سرای مقدماتی مشهد رفت و برای نخستین بار با یک معلم موسیقی آشنا شد.
پس از دریافت دیپلم دانش‌سرای عالی، به استخدام آموزش و پرورش درآمد و به تدریس مشغول شد و در این زمان با سنتور آشنا شد و فراگیری این ساز را نزد جلال اخباری آغاز کرد.

### دههٔ ۱۳۴۰
شجریان در سال ۱۳۴۰ با فرخنده گل‌افشان ازدواج کرد که حاصل آن سه دختر به نام‌های فرزانه (راحله)، افسانه (همسر پرویز مشکاتیان) و مژگان و یک پسر (همایون) بود.
او سال ۱۳۴۶ در تهران با احمد عبادی آشنا شد و همچنین در کلاس اسماعیل مهرتاش شرکت کرد. در همین سال برای آموختن خوشنویسی در انجمن خوش‌نویسان ایران نزد ابراهیم بوذری رفت. شجریان از سال ۱۳۴۷ خوشنویسی را نزد حسن میرخانی ادامه داد و در سال ۱۳۴۹ درجهٔ ممتاز را در خوشنویسی به دست آورد.

### دههٔ ۱۳۵۰

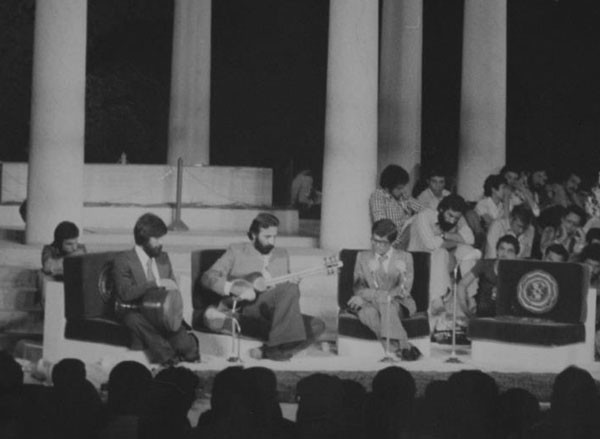
محمدرضا شجریان، محمدرضا لطفی و ناصر فرهنگ‌فر در جشنوارهٔ موسیقی جشن هنر شیراز سال ۱۳۵۴، اجرای زندهٔ آلبوم راست‌پنجگاه

محمدرضا شجریان تا سال ۱۳۵۰ به‌خاطر این‌که پدرش می‌خواست خانوادهٔ آن‌ها (شجریان) بیشتر با قرائت قرآن و چهرهٔ مذهبی شناخته شوند، با نام مستعار سیاوش بیدگانی با رادیو همکاری می‌کرد، ولی بعد از آن پدرش به او اجازهٔ استفاده از نام اصلی‌اش را داد. وی تا سال ۱۳۴۷ در استخدام آموزش و پرورش بود و پس از مدت زمانی تدریس و مدیریت مدارس، به وزارت منابع طبیعی انتقال یافت. وی در مدت خدمت در آموزش و پرورش در رادکان از توابع چناران به تدریس پرداخت و مدتی در این شهر سکونت داشت.
در ۱۳۵۰ با فرامرز پایور آشنا شد و یادگیری سنتور و ردیف‌های آوازی را نزد وی دنبال کرد. در سال ۱۳۵۱ در برنامه گل‌ها با نورعلی‌خان برومند آشنا شد و شیوهٔ آوازی حسین طاهرزاده را نزد او آموخت. از سال ۱۳۵۲ نزد عبدالله دوامی ردیف آوازی ایشان و شیوه‌های تصنیفخوانی را فراگرفت. در همین سال، به همراه گروهی از هنرمندان همچون محمدرضا لطفی، ناصر فرهنگ‌فر، حسین علیزاده، جلال ذوالفنون و داوود گنجه‌ای، به عضویت مرکز حفظ و اشاعهٔ موسیقی به سرپرستی داریوش صفوت درآمد. در آن زمان تصنیف داروَگ را که مربوط به آهنگی از محمدرضا لطفی بر روی شعری از نیما یوشیج بود، اجرا کرد. تصنیف داروَگ از اولین تصنیف‌هایی است که در آن شعر نو به کار گرفته شده است. از جمله تصنیف‌های شجریان که به زبان محاوره‌ای هستند، می‌توان به تصنیف مگه نه (شعر بیژن سمندر، آهنگ از عطاالله خرم) اشاره کرد که در همان دوران اجرا شده است.
اجرای زندهٔ راست‌پنج‌گاه در سال ۱۳۵۴ در جشن هنر شیراز به‌همراه محمدرضا لطفی و ناصر فرهنگ‌فر که بعدها در یک آلبوم موسیقی با همین نام منتشر شد، مورد استقبال واقع شد. در آن زمان راست‌پنج‌گاه به‌ندرت اجرا می‌شد و این دستگاه در حال فراموش شدن بود.

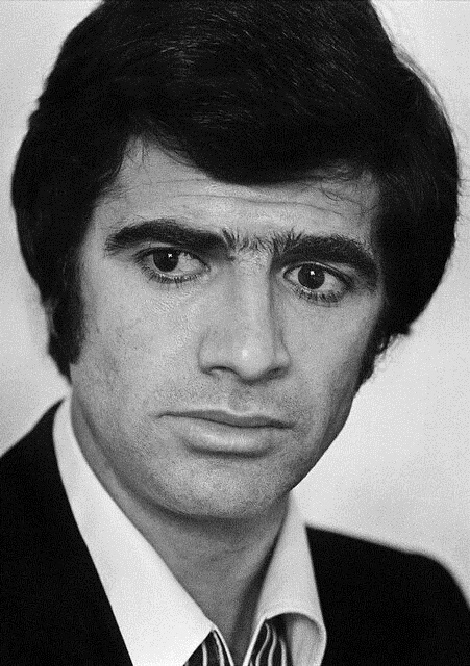
در جوانی

محمدرضا شجریان در سال ۱۳۵۶ در مسابقهٔ تلاوت قرآن کشوری، رتبهٔ نخست را به دست آورد. و در اول اسفندماه همان سال شرکت دل‌آواز را بنیان‌گذاری کرد.
محمدرضا شجریان در سال ۱۳۵۷ همانند بسیاری از هنرمندان آن زمان همکاری خود را با سازمان‌های دولتی (مثل رادیو)، به‌دلیل آنچه خود گفته است، «آن موقع، آن‌جا با روحیه‌ها من نمی‌خواند، سیاست پخش صداها را از رادیو تلویزیون، من حس می‌کردم کاباره‌دار دارد تعیین می‌کند و ابتذال فرهنگی …» ادامه نداد. البته سایر هنرمندان (گروه‌های شیدا و عارف) و رئیس بخش موسیقی رادیو در آن زمان، هوشنگ ابتهاج نیز آن زمان از رادیو پس از واقعهٔ ۱۷ شهریور به نشانهٔ اعتراض خارج شدند. پس از این اتفاق محمدرضا لطفی کانون چاووش را با حمایت هوشنگ ابتهاج بنیان‌گذاری کرد. بیش‌تر اعضای کانون چاووش همان اعضای گروه‌های شیدا و عارف بودند. در آن زمان، محمدرضا شجریان به‌همراه شهرام ناظری در چند آلبوم مشترک از کانون چاووش آواز خواندن را بر عهده گرفتند که بیش‌تر محتوای آن‌ها انقلابی و میهنی بود. از میان آلبوم‌های مشترک شجریان و ناظری می‌توان به چاووش ۲ اشاره کرد که شامل دو سرود بسیار معروف شب‌نورد (برادر نوجوونه، با صدای شجریان) و آزادی (آن زمان که بنهادم، با صدای ناظری) می‌شد. شجریان در مصاحبه با بی‌بی‌سی گفته بود که در آن زمان زیاد انقلابی نبوده (هرچند دولت قبلی را نیز قبول نداشته)، اما چون دوستان او (اعضای کانون چاووش) فعالیت انقلابی داشتند او نیز با آن‌ها همکاری کرده. یکی از سرودهای شناخته شده، چاووش ۶ (امروزه با نام سپیده شناخته می‌شود) است که مربوط به کنسرت گروه شیدا با آواز شجریان و به سرپرستی لطفی است و در آذر ۱۳۵۸ در دانشگاه ملی اجرا شده که یک اجرا با محتوای انقلابی بوده. جمعیت بسیاری در این کنسرت حضور داشتند و تصنیف معروف سپیده (ایران ای سرای امید) که مربوط به شعری از هوشنگ ابتهاج و آهنگی از محمدرضا لطفی است، در همان کنسرت اجرا شده است. البته در آن زمان گروه به فکر ضبط اجرا نبود و به صورت اتفاقی کیوان ابتهاج (پسر هوشنگ ابتهاج) این اثر را ضبط کرد. او از آن زمان به بعد در خانه به تحقیق و تدوین ردیف‌های آوازی پرداخته و به آموزش شاگردان قدیمی‌اش همت گماشت. برخی از آلبوم‌های چاووش امروزه تصحیح شده‌اند و مؤسسه فرهنگی و هنری آوای شیدا با تغییر نام آن را زیر نظر محمدرضا لطفی بازنشر کرده‌اند. از این آثار چاووش‌های ۱ (به یاد عارف)، ۶ (سپیده) و ۹ (جان جان) با حضور شجریان تصحیح شده و با تغییر نام بازنشر شده‌اند.
وی در سال ۱۳۵۸ دعای ربنا (برخی آیات قرآن که شجریان آن‌ها را با صوت خوانده) و مناجات مثنوی افشاری را به صورت بداهه و بدون تمرین خواند. ابتدا به قصد این‌که به هنرجویان آموزش دهد و بهترین را در ماه رمضان برای افطار پخش کنند اما رادیو همان اجرای خودش را پخش کرد و این دعا به مدت ۳۰ سال از اصلی‌ترین برنامه‌های رادیو در ماه رمضان بودند. بعدها، دعای ربنای شجریان را سازمان میراث فرهنگی صنایع دستی و گردشگری به عنوان اثر ملی ثبت کرده است.

### دههٔ ۱۳۶۰
در فاصلهٔ سال‌های دههٔ ۱۳۶۰، شجریان همکاری گسترده‌ای را با پرویز مشکاتیان آغاز کرد که حاصل آن آلبوم‌هایی چون بیداد، آستان جانان، سرّ عشق (ماهور)، نوا، دستان، گنبد مینا، دود عود، جان عشاق و قاصدک بود. در این سال‌ها به همراه گروه عارف به سرپرستی مشکاتیان کنسرت‌هایی را در خارج از ایران اجرا کرد. از میان این آثار، آلبوم بیداد به خاطر متأثر بودن محتویات آن از شرایط اجتماعی و سیاسی ایران در اوایل انقلاب و دههٔ ۱۳۶۰ و داشتن حالت اعتراضی بسیار در میان عموم مردم مورد استقبال قرار گرفت. خود محمدرضا شجریان نیز در مصاحبه با بی‌بی‌سی گفته بود که این اثر بیان‌گر اعتراض آن‌ها به آن شرایط و پیگیری وعده‌های عملی نشدهٔ حکومت بوده است.

### دههٔ ۱۳۷۰
محمدرضا شجریان در سال ۱۳۷۰ با همکاری داریوش پیرنیاکان، مرتضی اعیان و جمشید عندلیبی کنسرت‌هایی را در تور اروپا و آمریکا برگزار کرد که آلبوم‌های پیام نسیم، دل مجنون و سرو چمان حاصل این اجراها هستند.
محمدرضا شجریان پس از طلاق از فرخنده گل‌افشان، در حدود ۵۳ سالگی و در سال ۱۳۷۱ با کتایون خوانساری ۲۶ ساله ازدواج کرد. حاصل ازدواج دوم او پسری به‌نام رایان است که در سال ۱۳۷۶ در کانادا متولد شده است.
در سال ۱۳۷۱ با همکاری گروه آوا آلبوم آسمان عشق را منتشر کرد. مدتی بعد آلبوم مربوط به کنسرت پاریس سال ۱۳۷۲ محمدرضا شجریان به همراه محمدرضا لطفی و مجید خلج در قالب آلبوم چشمه نوش به بازار عرضه شد.
شجریان مدتی بعد آلبوم‌های بهاریه، جان عشاق و گنبد مینا را که حاصل همکاری خودش با پرویز مشکاتیان در سال‌های دههٔ ۱۳۶۰ هستند، منتشر کرد. آلبوم قاصدک که آخرین همکاری شجریان با مشکاتیان است نیز در همین دوران اجرا شد، اما هیچگاه به صورت رسمی و با کیفیت مناسب به بازار نیامد. آلبوم یاد ایام که حاصل کنسرت آمریکا در تابستان ۱۳۷۱ بود و این اثر اولین آلبوم منتشر شده از همکاری محمدرضا شجریان با پسرش، همایون شجریان بود. یاد ایام در سال ۱۳۷۴ انتشار یافت. مدتی بعد آلبوم رسوای دل با همکاری گروه آوا منتشر شد. وی در سال ۱۳۷۵ نیز در آلبومی با آهنگ‌سازی مجید درخشانی تحت عنوان در خیال همکاری کرد. در سال ۱۳۷۶ آلبوم‌های معمای هستی با همکاری محمدرضا لطفی، عبدالنقی افشارنیا و همایون شجریان و عشق داند که مربوط به بداهه‌خوانی و بداهه‌نوازی به همراه محمدرضا لطفی در سال ۱۳۵۹ بود، منتشر شدند. همچنین در این سال، آلبوم شب وصل با همکاری داریوش طلایی، سعید فرج‌پوری و همایون شجریان به بازار عرضه شد. شجریان در سال ۱۳۷۷، آلبوم شب، سکوت، کویر را با آهنگ‌سازی کیهان کلهر منتشر کرد که بر اساس موسیقی مقامی شمال خراسان با آواز محلی است و در آن برخی سازهای محلی نیز استفاده شده‌اند. حاج قربان سلیمانی در این اثر به هنرمندی پرداخته است. محمدرضا شجریان کمی بعد نیز یک بار دیگر با گروه آوا همکاری کرد که حاصل آن دو آلبوم آهنگ وفا و آرام جان بودند.
محمدرضا شجریان در سال ۱۳۷۸ جایزه پیکاسو را از طرف سازمان یونسکو دریافت کرد.
شجریان با همکاری حسین یوسف‌زمانی آلبوم بوی باران را در سال ۱۳۷۸ منتشر کرد و از سال ۱۳۷۹، همکاری خود را با حسین علیزاده، کیهان کلهر و پسرش همایون آغاز کرد و این همکاری تا اوایل دهه ۱۳۸۰ ادامه داشت. اولین آلبوم حاصل این همکاری زمستان است بود که در سال ۱۳۷۹ به صورت زنده در کالیفرنیا اجرا و ضبط شد و سپس به بازار آمد. آلبوم زمستان است بر اساس شعر زمستان اثر مهدی اخوان ثالث اجرا شده است.

### دههٔ ۱۳۸۰

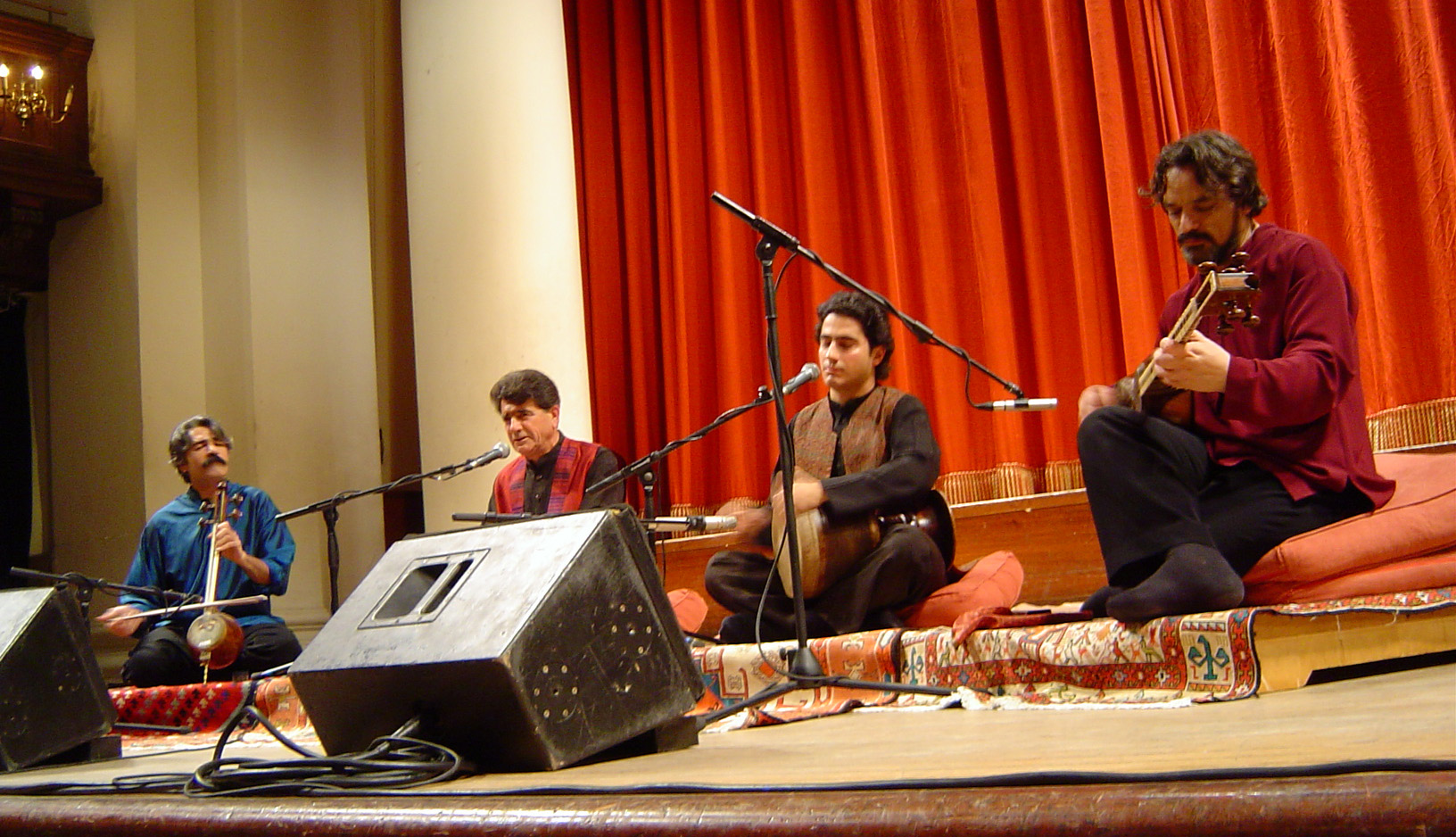
از چپ به راست: کیهان کلهر، محمدرضا شجریان، پسرش و حسین علیزاده در کنسرت لندن

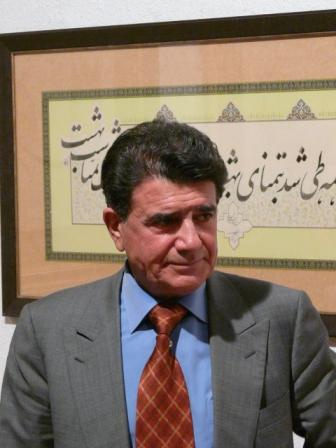
محمدرضا شجریان در فرهنگ‌سرای نیاوران، سال ۱۳۸۶

محمدرضا شجریان در سال ۱۳۸۱ دو آلبوم بی تو به‌سر نمی‌شود و فریاد را منتشر کرد که با همکاری حسین علیزاده، کیهان کلهر و همایون شجریان اجرا شده بودند. این دو آلبوم نامزد جایزهٔ گرمی شدند. این گروه چهارنفره در زمستان سال ۱۳۸۲ نیز جهت کمک به زلزله‌زدگان بم در تهران کنسرتی برگزار کردند که با نام هم‌نوا با بم شناخته می‌شود. وی درآمد حاصل از فروش دی‌وی‌دی این کنسرت را به پروژهٔ باغ هنر بم که خودش آن را تأسیس کرده بود، اختصاص داد. شجریان، علیزاده، کلهر و همایون شجریان در پاییز ۱۳۸۴ نیز یک کنسرت برگزار کردند که حاصل آن آلبوم‌های ساز خاموش و سرود مهر بود و پس از آن دیگر این چهار نفر با یکدیگر همکاری نکردند. از سال ۱۳۸۶ محمدرضا شجریان به همکاری با گروه آوا پرداخت و کنسرت‌هایی در تهران، اصفهان، اروپا، آمریکا و کانادا اجرا کرد. در این دوران دو اثر به نام‌های غوغای عشق‌بازان (آلبوم صوتی) و کنسرت محمدرضا شجریان و گروه آوا (آلبوم تصویری) به همراه گروه آوا اجرا و به بازار عرضه شد. در همین سال مادر شجریان درگذشت و وی در مراسم ختم مادرش پس از ۳۰ سال، دعای ربنا را دوباره خواند. شجریان در این دوره به همراه پسرش، همایون شجریان، موسیقی اصیل و سنتی ایرانی را ترویج و اشاعه می‌دهد. پس از برگزاری کنسرت شجریان در ونکوور کانادا، روزنامه کانادایی گلوب اند میل، شجریان را افسانهٔ موسیقی شرق معرفی کرد.
محمدرضا شجریان در سال ۱۳۸۷ یک گروه موسیقی بنیان‌گذاری کرد و آن را به افتخار جلیل شهناز (نوازندهٔ نامی تار)، گروه شهناز نامید. از جمله اعضای این گروه می‌توان به مژگان شجریان (دختر او) و مجید درخشانی (نوازنده تار و سه‌تار) اشاره کرد. از آن زمان به بعد، محمدرضا شجریان با این گروه فعالیت داشته است. یکی از ویژگی‌های مهم این گروه موسیقی، استفاده از سازهای ابداعی محمدرضا شجریان است که برخی از آن‌ها ویژگی‌هایی دارند که آن‌ها را مناسب جایگزین با سازهای غربی همچون ویولون می‌کند.
پس از دهمین دورهٔ انتخابات ریاست جمهوری ایران، محمدرضا شجریان در نامه‌ای به عزت‌الله ضرغامی از وی خواست تا از پخش آثار او در صدا و سیما خودداری کند. وی گفت: «سرودهایی که خوانده به‌ویژه سرود ایران، ای سرای امید متعلق به سال‌های ۱۳۵۷ و ۱۳۵۸ بوده و هیچ ارتباطی با شرایط کنونی ندارد». وی اعلام کرد سازمان صدا و سیما هیچ نقشی در تهیهٔ این آثار نداشته و به حکم قانون و شرع از این سازمان خواسته صدا و آثار او را در هیچ‌یک از واحدهای رادیو و تلویزیون پخش نکند.البته همزمان در آن نامه، شجریان دعای «ربنا» و «مناجات افشاری» خود را به ملت ایران تقدیم و تأکید کرد حساب این دو اثر از بقیه آثارش جداست. اما پس از شکایت رسمی وی از صدا و سیما عده‌ای از مدیران صدا و سیما اعلام کردند دیگر حتی دعای ربنای ایشان را هم پخش نمی‌کنیم. محمدحسین صوفی، معاون صدای سازمان نیز اعلام کرد: «از این پس حتی در ماه رمضان صدای محمدرضا شجریان از شبکه‌های رادیویی پخش نمی‌شود». محمدرضا شجریان در گفتگو با بی‌بی‌سی گفت: «در شرایطی که مردم در بهت و حیرت هستند و به گفته آقای احمدی‌نژاد، خس و خاشاک به حرکت درآمده‌اند، صدای من در صدا و سیما جایی ندارد. صدای من صدای خس و خاشاک است و همیشه هم برای خس و خاشاک خواهد بود». در همین دوران شجریان تک‌آهنگ زبان آتش را در حمایت از معترضان و در پی اعتراضات سال ۱۳۸۸ با آهنگ‌سازی خودش و تنظیم مجید درخشانی و شعر فریدون مشیری منتشر کرد.
پس از این اتفاقات، پخش دعای ربنا نیز در صدا و سیما ممنوع شد.
در سال ۱۳۸۹، محمدرضا شجریان به همراه گروه شهناز یک تور کنسرت جهانی برگزار کرد که دو مورد از این کنسرت‌ها منتشر شده‌اند. کنسرت محمدرضا شجریان و گروه شهناز در دبی و اثر دیگر کنسرتی در لندن است که بی‌بی‌سی به صورت رسمی پخش کرد. مجید درخشانی (سرپرست گروه شهناز)، این دو کنسرت را از موفق‌ترین کنسرت‌های این گروه می‌داند که در آن بسیاری از سازهای ابداعی محمدرضا شجریان مورد استفاده قرار گرفته‌اند.
آلبوم‌های بی‌تو به‌سر نمی‌شود، فریاد، هم‌نوا با بم، جام تهی، ساز خاموش، سرود مهر، غوغای عشق‌بازان، کنسرت محمدرضا شجریان و گروه آوا، آه باران و رندان مست همگی در دههٔ ۱۳۸۰ را شرکت دل‌آواز منتشر کرد.

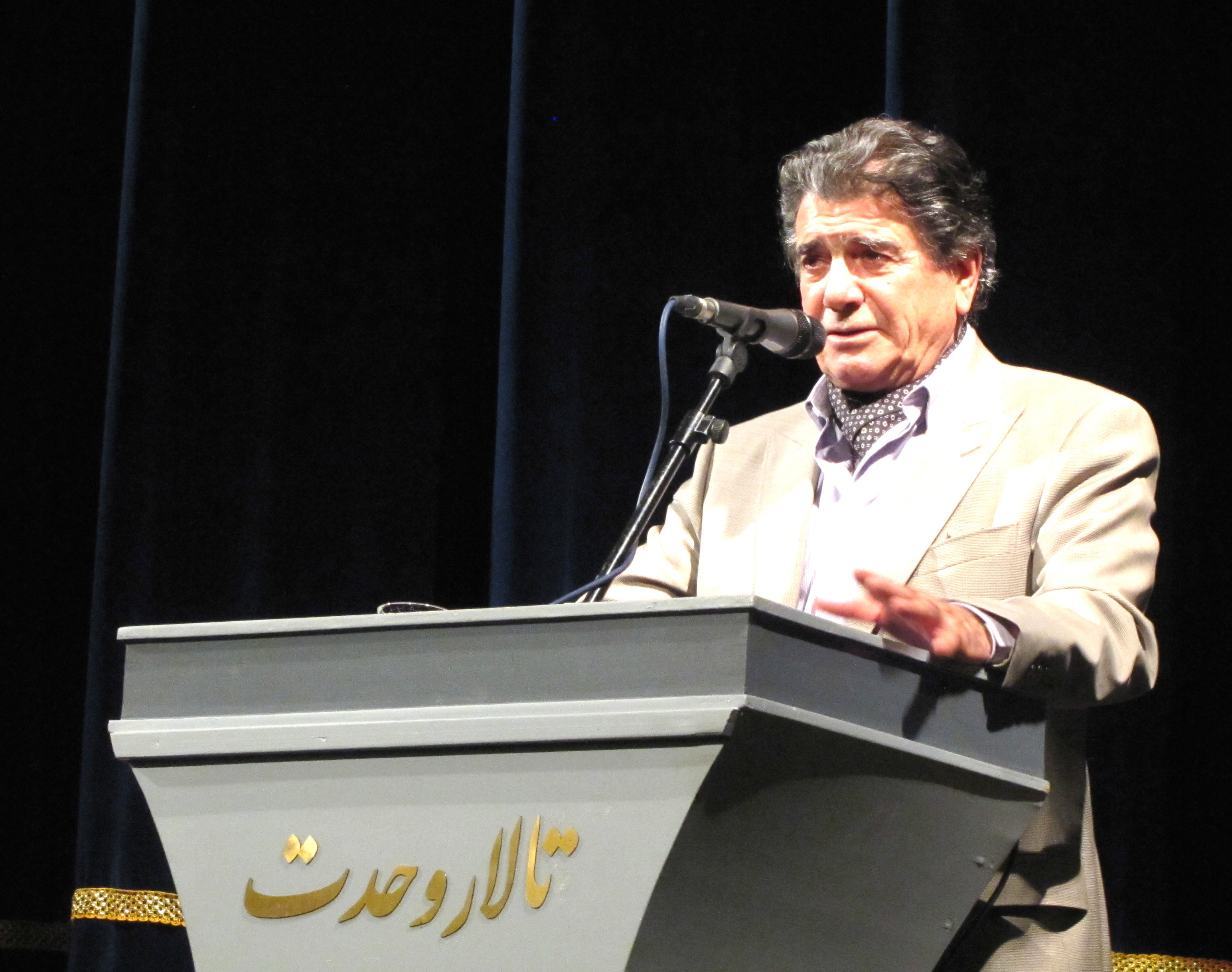
تالار وحدت تهران مرداد ماه 1393

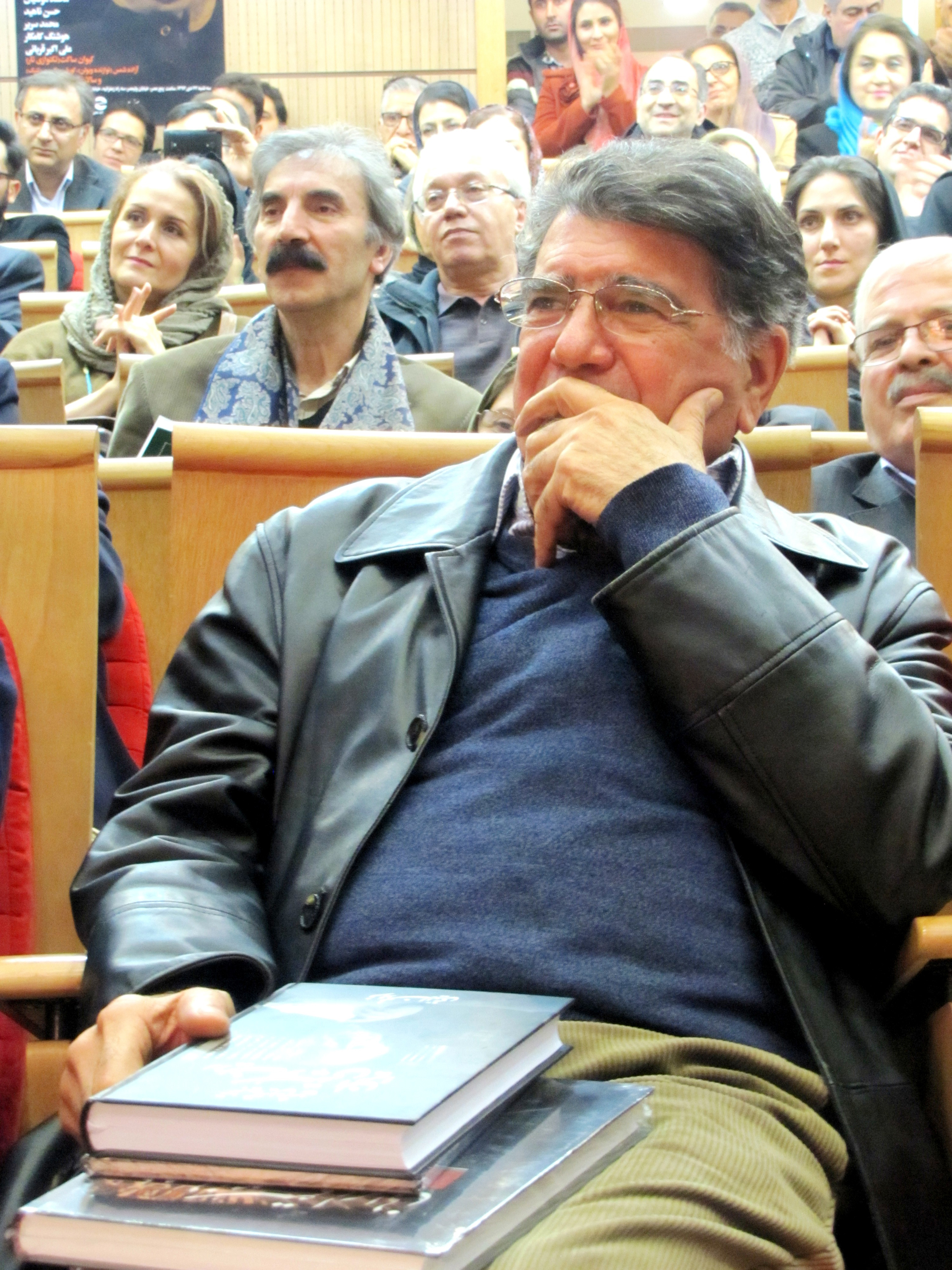
سه شنبه ۲۲ دی ماه ۱۳۹۴ مجله بخارا مراسم رونمایی کتاب در شب فرهاد فخرالدینی

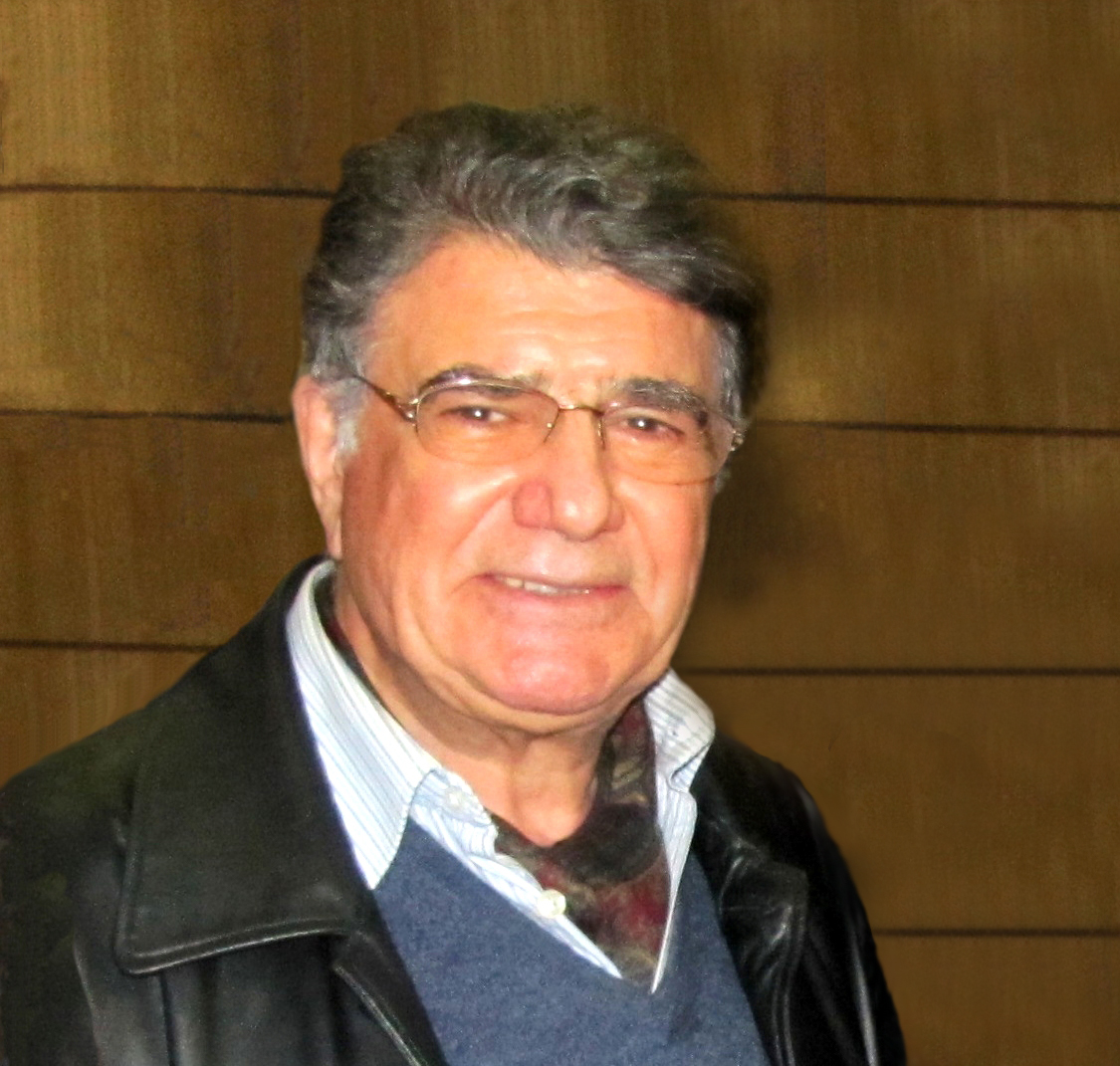
سه شنبه ۲۲ دی ماه ۱۳۹۴

### دههٔ ۱۳۹۰
محمدرضا شجریان آلبوم صوتی مرغ خوش‌خوان و دو آلبوم تصویری کنسرت محمدرضا شجریان و گروه شهناز در دبی و کنسرت محمدرضا شجریان و گروه شهناز در تهران که مربوط به همکاری او با گروه شهناز بود را در اوایل دههٔ ۱۳۹۰ منتشر کرد. پس از آن، به صورت موقت با برادران پورناظری (تهمورس پورناظری و سهراب پورناظری) همکاری کرد که حاصل آن آلبوم رنگ‌های تعالی است. البته این اثر به صورت رسمی منتشر نشده، بلکه بر روی اینترنت پخش شده است. محمدرضا شجریان، بعد از آن، همکاری با برادران پورناظری را قطع کرد و در سال ۱۳۹۳ یک بار دیگر به‌همراه گروه شهناز و با حضور سعید فرج‌پوری یک تور کنسرت جهانی با عنوان سرگشتگان عشق برگزار کرد.
سال ۱۳۹۱، شجریان به تبریک زادروز بهرام بیضایی به خانهٔ وی در کالیفرنیا رفت؛ و بهار سال بعد در آواخوانیِ آرش بیضایی در دانشگاه استنفورد حضور یافت.
در سال ۱۳۹۴ حسین نوش‌آبادی اعلام کرد که محمدرضا شجریان برای برگزاری کنسرت ممنوعیت قانونی دارد. شجریان در هفتم شهریور ۱۳۹۴ به‌علت عوارض ناشی از سرماخوردگی، در بیمارستان کسری بستری شد.
در روز پنجم مهرماه ۱۳۹۵، آلبوم طریق عشق اثر مشترک محمدرضا شجریان و پرویز مشکاتیان منتشر شد و همایون شجریان آن را در تالار وحدت رونمایی کرد.
در بیستم اسفندماه ۱۳۹۸، آلبوم خراسانیات، اثر مشترک محمدرضا شجریان و پرویز مشکاتیان، با اشعاری از ملک‌الشعرای بهار و باباطاهر منتشر شد.

### استادی و شاگردان
محمدرضا شجریان در زمینهٔ آواز شاگردان بسیاری را تعلیم داده است که برخی از معروف‌ترین آن‌ها عبارت‌اند از:
- معصومه مهرعلی
- حسام‌الدین سراج
- مظفر شفیعی
- قاسم رفعتی
- همایون شجریان
- ایرج بسطامی[۶۲]
- علی رستمیان
- محسن کرامتی
- علی جهاندار
- حمیدرضا نوربخش
- سینا سرلک[۶۳]
- محمد اصفهانی[۶۴]
- مجتبی عسگری
- مهدی امامی
- وحید تاج

## درگذشت
محمدرضا شجریان در پیام ویدئویی برای تبریک نوروز ۱۳۹۵ با چهره‌ای دگرگونه و موهای بسیار کوتاه حاضر شد. برخی سایت‌ها از ابتلای او به سرطان کلیه خبر دادند.
خود من هم با یک میهمان ۱۵ ساله‌ای سال‌هاست که آشنا هستم و دوست شدیم با همدیگر و الآن هم من به خاطر همان اینجا ایستاده‌ام و طبق دستور ایشان موهای سرم را هم کوتاه کردم و بچهٔ حرف‌گوش‌کنی شدم و چند وقت دیگر هم در این‌جا هستم، چون آرامش خوبی دارم و خیلی راحتم این‌جا، برای این‌که با این میهمان بتوانیم به تفاهم برسیم ان‌شاءالله. به تفاهم که رسیدیم، راه می‌افتم می‌آیم به سراغ شما هم‌میهنان عزیزم و کارهای هنری‌ام را دنبال خواهم کرد.— محمدرضا شجریان در پیام نوروزی ۱۳۹۵، پیام ویدئویی استاد شجریان. یوتیوب. ۱۳۹۵. دریافت‌شده در ۱ فروردین ۱۳۹۵.
بهرام بیضایی پس از مشاهدهٔ این ویدئو متأثّر شد و شعری برای شجریان سرود که در زادروزش در ۱ مهرماه ۱۳۹۵ با این مطلع منتشر شد:
| روزِ غم باز به نوروز اُفتاد |  | دشمنِ عشق چُو پیروز اُفتاد! |

از اوایل بهمن سال ۱۳۹۸، وضعیت ریه‌های او به وخامت گرایید که منجر به بستری شدن در بیمارستان برای عمل جراحی به‌منظور «تعبیه راه عروقی جهت دارورسانی راحت‌تر و مؤثرتر» شد. اما ۲۰ روز پس از مرخص شدن شجریان از بیمارستان، مشکلات تنفسی مجدداً او را در روز پنج‌شنبه ۱ اسفند ۱۳۹۸ راهی بخش مراقبت‌های ویژه بیمارستان کرد و تا فروردین ۱۳۹۹ در بیمارستان باقی ماند. پس از آن مراقبت ویژه از محمدرضا شجریان در خانه ادامه یافت تا روز شنبه، ۲۵ مرداد ۱۳۹۹ که با افت سطح هوشیاری، افت فشار خون و شوک عفونی بار دیگر در بخش مراقبت‌های ویژه بیمارستان جم بستری شد و پس از حدود ۱۰ روز، ۳ مهرماه، از بیمارستان به خانه‌اش منتقل شد.
محمدرضا شجریان چهار سال پس از آن‌که برای آخرین بار جلوی دوربین ظاهر شد و اعلام کرد ۱۵ سال است به بیماری سرطان مبتلاست، روز یکشنبه ۱۳ مهر ۱۳۹۹ به دلیل افت سطح هوشیاری در حدِ کمایِ عمیق به بخش مراقبت‌های ویژه در بیمارستان جم تهران منتقل شد و عاقبت بعدازظهرِ پنجشنبه ۱۷ مهر ۱۳۹۹ در ۸۰ سالگی درگذشت. در ساعت ۱۷ همان روز، همایون شجریان، فرزند وی نیز خبر درگذشت پدرش را در اینستاگرام رسمی خود تأیید کرد و نوشت: «خاک پای مردم ایران به دیار معشوق پرواز کرد».
ساعاتی پس از درگذشت شجریان، در هنگام سخنرانی همایون شجریان مقابل بیمارستان جم، عده‌ای از حضار شعار «مرگ بر دیکتاتور» سر دادند. آن‌ها همچنین در شب درگذشت، شعارهای «ننگ ما ننگ ما صدا و سیمای ما» و «دیکتاتور بمیرد شجر هرگز نمیرد» و «مرگ بر دیکتاتور» سر دادند و به ممنوع‌التصویری وی از سوی صدا و سیما به دلیل مواضع سیاسی‌اش پس از انتخابات ریاست جمهوری ۱۳۸۸ معترض شدند. همچنین هواداران او در مقابل بیمارستان تجمع کردند و برای ادای احترام، تصنیف «مرغ سحر» شجریان و دیگر آثاری را که او خوانده است، به صورت آواز دسته‌جمعی خواندند. در همین حال، ویدئوهای به اشتراک گذاشته‌شده در شبکه‌های اجتماعی نشان می‌داد که یگان ویژهٔ نیروی انتظامی به مردم تجمع کننده در روبه‌روی بیمارستان جم حمله کرد. همچنین گزارش‌هایی در رسانه‌های اجتماعی از حضور پلیس ضد شورش برای متفرق کردن این تجمع منتشر شد.

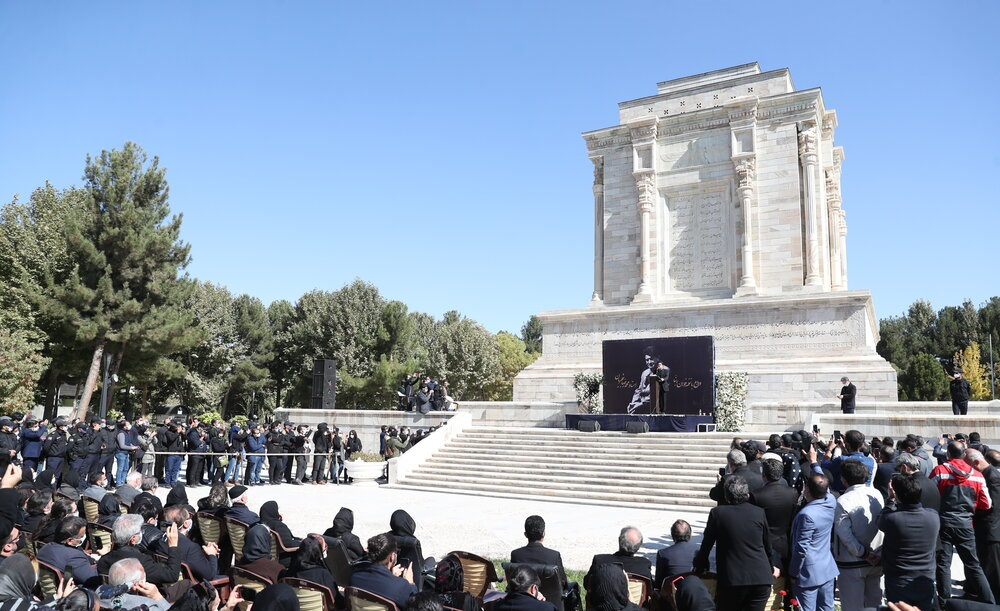
مراسم خاکسپاری

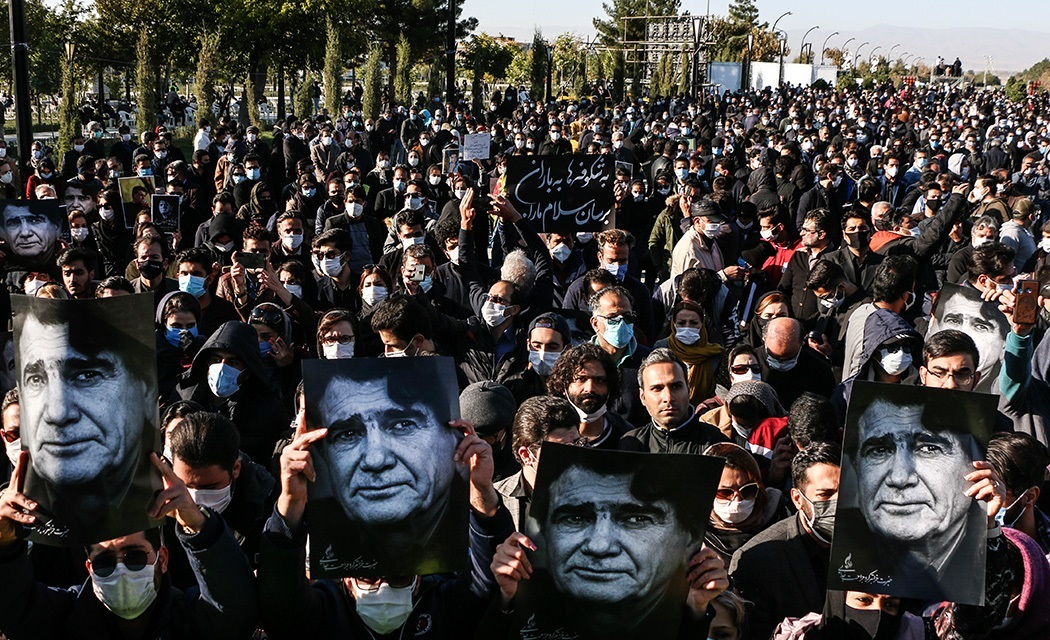
تجمع مردم در مراسم خاکسپاری

افراد سرشناسی چون عبدالوهاب شهیدی، احمد سمیعی گیلانی، ابراهیم گلستان، عالیم قاسمف، سیما بینا، محمود دولت‌آبادی، ایران درودی، سید محمد خاتمی، حسن روحانی، نچیروان ادریس بارزانی، محمدرضا عارف، فرناز فصیحی، رضا پهلوی، علی لاریجانی، محمدجواد ظریف، سید مصطفی تاج‌زاده، علی دایی و همچنین بسیاری از مردم در شبکه‌های اجتماعی به درگذشت وی واکنش نشان داده و از درگذشت وی ابراز تأسف کردند. همچنین چند سفارتخانهٔ خارجی، از جمله سفارت فرانسه در ایران نیز درگذشت او را تسلیت گفتند.
پیکر شجریان صبح روز ۱۹ مهر ۱۳۹۹ نزدیک آرامگاه فردوسی به خاک سپرده شد. پیکر او با نوای ربنا به محل دفن رسید و پیش از خاکسپاری، همایون و مژگان شجریان به همراه جمعیت مرغ سحر را با گریه خواندند. ورود به محوطهٔ دفن ممنوع اعلام شد و ترافیک سنگینی در راه به وجود آمد. همچنین در شبکه‌های اجتماعی گفته شد که نیروی انتظامی مسیرهای ورودی به مشهد و توس را بسته و نیروهای امنیتی حضور سنگینی در مراسم داشتند.
حسام‌الدین سراج، خوانندهٔ ایرانی، از لغو مراسم هفتمین روز درگذشت محمدرضا شجریان در تهران با وجود اخذ مجوز و بدون اطلاع قبلی به برگزارکنندگان و شرکت‌کنندگان خبر داد. او که یکی از برگزارکنندگان این مراسم بود، در اینستاگرام نوشت که قرار بود این برنامه روز پنج‌شنبه، ۲۴ مهر، برگزار شود که «بدون اطلاع قبلی اما به دلیل جلوگیری از گسترش بیماری کرونا لغو شد». قرار بود مراسم بزرگداشت محمدرضا شجریان در پردیس سینمایی شهرک غرب برگزار شود ولی مدیریت این مجموعه اعلام کرد: «همه مجوزها و هماهنگی‌ها اخذ و انجام شده بود، اما متأسفانه ۴۰ دقیقه قبل از شروع مراسم لغو برنامه اعلام شد و مراسم تعطیل شد.».

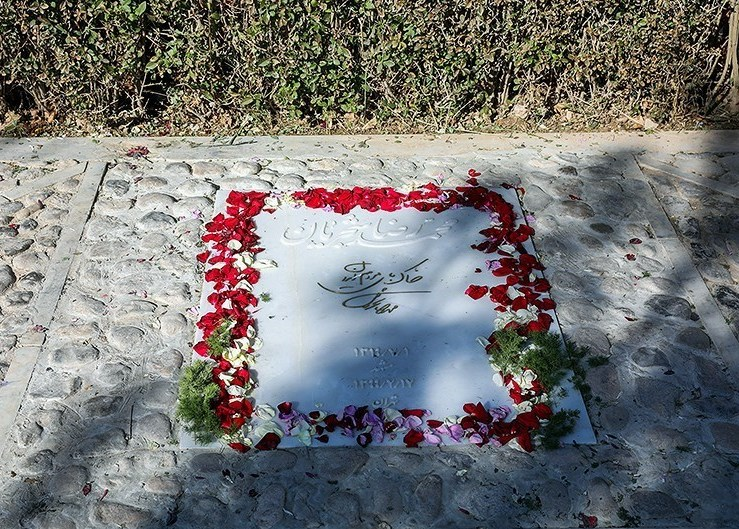
آرامگاه

برخی گزارش‌ها حاکی از پایین کشیدن تصاویر محمدرضا شجریان از روی بیلبوردهای شهر همدان بود در حالی که هشت روز به پایان تاریخ مجوز باقی مانده بود. شهرداری همدان گفت که ربطی به شهرداری ندارد و اداره کل فرهنگ و ارشاد اسلامی استان همدان مجوز نصب این بنرها را صادر و بعد هم باطل کرده و خود این ارگان باید پاسخ‌گو باشد.

## باورها و گرایش‌ها

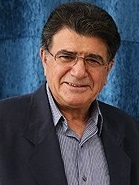

### موسیقی
نباید فراموش کنیم که موسیقی اندیشیدن به انسان می‌ده. من موسیقی‌ای رو دنبال کردم که اندیشیدن به انسان‌ها بده. اون موسیقی‌ای رو که خواسته باشه برای لحظه‌ای، فقط انسان خوشش بیاد یا حال کنه، از اون دیدگاه من دنبال نمی‌کنم. من موسیقی رو از دیدگاهی دنبال می‌کنم که اندیشیدن به مردم بده. و، لحظه‌ای از خودش بیرون بیاد و فکر کنه؛ زیرا انسان در فکر کردن ساخته می‌شه، در اندیشیدن راه کمال رو طی می‌کنه.
در صدای آمریکا سال ۲۰۱۱:
صدای آمریکا: «استاد شجریان آیا با توجه به این صحبت‌هایی که در یکی دو سال اخیر کرده‌اید در مصاحبه‌هاتون، نگران سلامتی خودتان در ایران نیستید؟»
شجریان:
اصلا. من زندگیم رو کردم. سی و سه سالش هم با این بدبختی گذشته. لطفی نداره زندگی برام. ولی من سعی می‌کنم وظیفه‌ای که دارم را انجام بدم. همان‌طور که فردوسی زبان من رو نجات داد من هم باید موسیقی این مملکت رو نجات بدم. تا الانش هم موفق بوده‌ام.

## سایر فعالیت‌ها

### خوشنویسی
محمدرضا شجریان علاوه بر آوازخوانی، علاقهٔ زیادی به خوشنویسی ایرانی داشت. او از سال ۱۳۴۴ به فراگیری خط نستعلیق نزد ابراهیم بوذری و حسین میرخانی پرداخت. او دارای درجهٔ ممتاز در خط نستعلیق بود. محمدرضا شجریان در سال ۱۳۸۹ آثار خطاطی خود را در نمایشگاهی در تالار وحدت به همراه منتخبی از خوش‌نویسان معاصر به نمایش گذاشت.

### تلاوت قرآن
محمدرضا شجریان اولین بار نزد پدرش (مهدی شجریان) که خود از قاریان مشهد بود، قرائت قرآن را فرا گرفت. او برای اولین بار در ۱۲ سالگی به تلاوت قرآن در رادیو مشهد پرداخت. محمدرضا شجریان تا قبل از سال ۱۳۴۶ که به تهران مهاجرت کرد، به صورت افتخاری در رادیو مشهد قرآن می‌خواند. پدر او با آواز خواندن پسرش موافق نبود و محمدرضا شجریان به همین دلیل تا چهار سال در رادیو تهران با نام «سیاوش بیدگانی» آواز خواند. محمدرضا شجریان در مصاحبه با بی‌بی‌سی گفته بود که پدر او می‌خواست خانوادهٔ آن‌ها (شجریان) بیشتر با چهرهٔ مذهبی شناخته شود و محمدرضا شجریان برای این که پدرش را ناراحت نکند از نام مستعار «سیاوش بیدگانی» استفاده کرد تا این که مهدی شجریان با احمد عبادی، نوازندهٔ نامی سه‌تار ملاقات کرد و پس از این ملاقات، رضایت داد تا پسرش با نام اصلی آواز بخواند. پس از آن محمدرضا شجریان در کنار آوازخوانی، قرائت قرآن را نیز ادامه داد. وی در سال ۱۳۵۶ در مسابقهٔ تلاوت قرآن کشوری، رتبهٔ نخست را به دست آورد. همچنین در مسابقات بین‌المللی تلاوت قرآن در سال ۱۳۵۷ (تابستان ۱۹۷۹) در مالزی، هنگامی که قاری ایرانی قادر به شرکت در مسابقه نبوده، محمدرضا شجریان بدون هماهنگی و آمادگی قبلی، به‌عنوان نمایندهٔ ایران در مسابقه شرکت می‌کند و رتبه دوم جهان را به دست می‌آورد.
در سال ۱۳۵۸ چهار آیه برگرفته از آیات قرآن را با صوت خواند و این آیات (که تمامی آن‌ها با واژهٔ «ربنا» شروع می‌شدند)، در ماه رمضان در برنامه افطار پخش شدند و به نام دعای ربنای شجریان معروف شدند. دعای ربنا به همراه مناجات مثنوی افشاری (این دهان بستی دهانی باز شد) با صدای شجریان به مدت ۳۰ سال از اصلی‌ترین برنامه‌های رادیو و تلویزیون برای ماه رمضان بودند. محمدرضا شجریان دعای ربنا را متعلق به مردم معرفی کرده و حتی هنگامی که صدا و سیما را از پخش آثار منع کرد، پخش دعای ربنا را به عنوان یک مورد استثناء منع نکرد.
یک مجموعهٔ تلاوت قرآن به نام به یاد پدر وجود دارد که در قالب ۲ سی‌دی مجزا (به یاد پدر ۱ و به یاد پدر ۲) انتشار یافته و مربوط به برخی تلاوت‌های محمدرضا شجریان بین سال‌های ۱۳۵۷ تا ۱۳۶۱ است. محمدرضا شجریان این اثر را پس از درگذشت پدرش، مهدی شجریان برای یادبود او در سال ۱۳۷۸ منتشر کرد. این مجموعه شامل تلاوت سوره‌های قصص، انعام، فجر، بلد، فتح و نمل است و البته شجریان در به یاد پدر ۲ دعای ربنا را نیز اضافه کرد.
او در مصاحبه با بی‌بی‌سی گفته بود که هنگامی که در زمینهٔ آواز آلبوم‌هایی را منتشر می‌کرد، پدرش سفارش‌های زیادی به او می‌کرده که در کنار آواز چند مجموعه قرائت قرآن نیز منتشر کند اما او به خاطر پیش‌گیری از سوءتفاهم‌ها این کار را نمی‌کرده؛ اما پس از وفات پدرش به این فکر بوده که باید به حرف او عمل می‌کرده و برای همین برخی از تلاوت‌هایش را در مجموعهٔ به یاد پدر منتشر می‌کند.
همچنین فیلمی از قرائت قرآن محمدرضا شجریان در مراسم پدرش بر روی فضای مجازی منتشر شده است که در آن بخشی از سورهٔ الرحمن را تلاوت می‌کند. البته این فیلم ناقص بوده و کامل آن منتشر نشده است و تنها فیلمی است که مربوط به قرائت قرآن محمدرضا شجریان در دسترس است.

### سازهای ابداعی

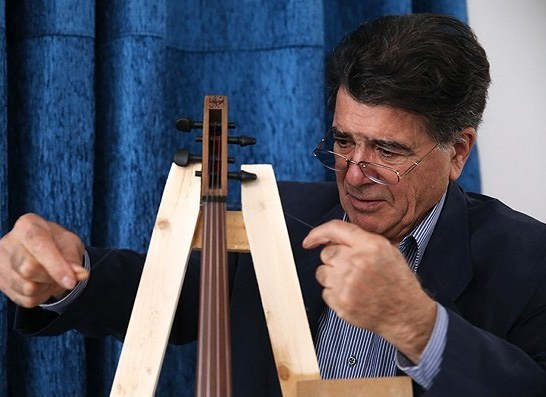
محمدرضا شجریان در حال دادن توضیحاتی راجع به یکی از سازهای ابداعیش (عکس از خبرگزاری فارس)

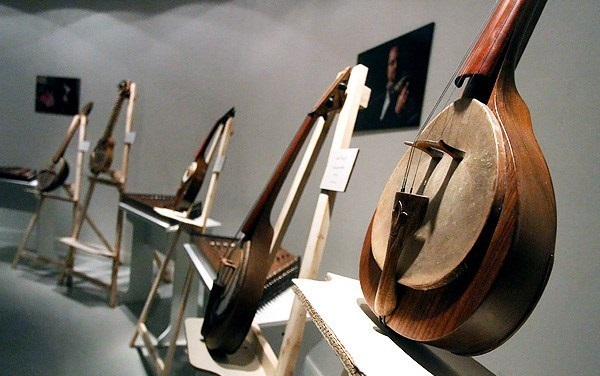
برخی از سازهای ابداعی محمدرضا شجریان

محمدرضا شجریان مبدع چند ساز جدید در موسیقی ایرانی بود. وی در اردیبهشت ۱۳۹۰ در نمایشگاه در تهران این سازها را رسماً به نمایش عمومی درآورد.
برخی این سازها عبارتند از: صراحی، شهرآشوب، ساغر، کرشمه، سبو و…
نمایشگاه سازهای ابداعی شجریان ۱۳۹۰ نمایشگاهی از سازهای ابداعی محمدرضا شجریان است که در تاریخ ۱۸ اردیبهشت ۱۳۹۰ در تالار بهارخانه هنرمندان افتتاح گردید.
تولید سازهای ابداعی به دست شجریان با انتقاداتی مواجه شد و در نشستی با حضور کارشناسانی همچون: جلال ذوالفنون، محمدجمال سماواتی، محمد سریر، داریوش طلایی و … مورد نقد قرار گرفت. همچنین سجاد پورقناد در گفت و شنودی با حضور موافقان سازهای شجریان، به نقد این سازها پرداخت.

### پروژه باغ هنر بم
بعد از زلزله بم در دی ماه ۱۳۸۲ محمدرضا شجریان برای حمایت و همدردی با مردم زلزله‌زده بم در تهران چند نوبت به اجرای کنسرت هم‌نوا با بم پرداخت، او عواید کنسرت‌ها و فروش لوح‌های فشرده آن را به کمکی برای ایجاد باغ هنر بم که پایه‌گذار آن بود اختصاص داد، روند تکمیل پروژه باغ به کندی پیش رفت و با سنگ‌اندازی برخی مسوولین شجریان از ادامه این کار دلسرد و از این کار کنار کشید، او در نامه‌ای به رئیس شورای شهر وقت در سال ۱۳۸۸ نوشت: ماه‌ها است که توان ما به جای پیشبرد پروژه، به رفع حاشیه‌ها و مشکلات برخاسته از آن معطوف شده است. من دیگر توان مقابله با این همه موانع و دشواری‌های ناروای ایجاد شده را ندارم و از آن جایی که ابتدا با شورای محترم شهر بم طرف بودیم، اکنون نیز رسماً این پروژه را به همان شورا تحویل می‌دهیم."

مشخصات پروژه باغ هنر بم: در جنوب غربی شهر بم با ۷ هزار مترمربع زیربنا با در نظر گرفتن سازه‌هایی مانند مدرسه موسیقی، گالری‌ها، کتاب‌خانه هنری، واحدهای تجاری و فرهنگی و سالن اجتماعات.

به گفته مجریان پروژه باغ هنر بم، سعی شده است در طراحی، از مفاهیم معماری اصیل و بومی ایرانی با تأکید بر ملاحظات اقلیمی و منطقه‌ای استفاده شود. اجرای این پروژه پس از زلزله شهر بم در سال ۱۳۸۲ آغاز و ایجاد فضایی فرهنگی و هنری در بم در کنار تقویت و ایجاد روحیه‌ای تازه در بین ساکنان بم، هدف اصلی اجرای آن اعلام شده بود.

مردم نیز برای ساخت و پیشرفت پروژه کمک‌هایی مالی کردند.
با انتخابات ریاست جمهوری ۱۳۹۲ و انتخاب مجدد شوراهای شهر فضای پیشین جای خود را به آرامش نسبی داد. رئیس شورای شهرستان بم دربارهٔ پروژه باغ هنر بم می‌گوید: این پروژه را محمدرضا شجریان بعد از زلزله شهرستان بم برای کمک به مردم آسیب دیده شروع کرد حالا امیدواریم بعد از تغییر مدیریت شورای شهر بار دیگر همراهی وی را با پروژه‌ای که خود سنگ‌های اولش را گذاشت شاهد باشیم.

## فهرست آثار

### آلبوم‌های موسیقی منتشرشده
برخی از آلبوم‌های زیر، آثار مشترکی بین محمدرضا شجریان با شهرام ناظری یا همایون شجریان هستند. در بین این آثار آهنگ‌سازانی چون محمدرضا لطفی، پرویز مشکاتیان، حسین علیزاده و فرامرز پایور حضور دارند.
- رباعیات خیام (۱۳۵۱)
- چاووش ۱ (به یاد عارف) (۱۳۵۶)
- گلبانگ شجریان (۱۳۵۷)
- چاووش ۲ (۱۳۵۷)
- سپیده (چاووش ۶) (۱۳۵۸)
- چاووش ۷ (۱۳۵۸)
- جان جان (چاووش ۹) (۱۳۵۸)
- راز دل (۱۳۵۸)
- انتظار دل (۱۳۵۸)
- پیوند مهر (۱۳۶۳)
- آستان جانان (۱۳۶۴)
- بیداد (۱۳۶۴)
- سرّ عشق (ماهور) (۱۳۶۵)
- نوا، مرکب‌خوانی (۱۳۶۵)
- دستان (۱۳۶۷)
- ساز قصه‌گو و کنسرت بزرگداشت حافظ (۱۳۶۷)
- دود عود (۱۳۶۸)
- دل مجنون (۱۳۶۹–۱۳۷۰)
- خلوت‌گزیده (۱۳۷۰)
- پیام نسیم (۱۳۷۰)
- سرو چمان (۱۳۷۰)
- آسمان عشق (۱۳۷۰)
- دلشدگان (۱۳۷۱)
- یاد ایام (۱۳۷۱)
- چشمهٔ نوش (۱۳۷۲)
- بهاریه (۱۳۷۳)
- گنبد مینا (۱۳۷۳)
- جان عشاق (۱۳۷۴)
- پیغام اهل دل (همایون‌مثنوی) (۱۳۷۴)
- در خیال (۱۳۷۵)
- رسوای دل (۱۳۷۵)
- عشق داند (۱۳۷۶)
- شب وصل (۱۳۷۶)
- معمای هستی (۱۳۷۶)
- راست‌پنج‌گاه(۱۳۷۷)
- چهره به چهره (۱۳۷۷)
- شب، سکوت، کویر (۱۳۷۷)
- آرام جان (۱۳۷۷)
- آهنگ وفا (۱۳۷۸)
- بوی باران (۱۳۷۸)
- زمستان است (۱۳۸۰)
- بی تو به‌سر نمی‌شود (۱۳۸۱)
- فریاد (۱۳۸۱)
- هم‌نوا با بم (۱۳۸۲)
- جام تهی (۱۳۸۳)
- ساز خاموش (۱۳۸۶)
- سرود مهر (۱۳۸۶)
- غوغای عشق‌بازان (۱۳۸۶)
- کنسرت محمدرضا شجریان و گروه آوا (۱۳۸۷)
- کنسرت محمدرضا شجریان و گروه شهناز (رندان مست و مرغ خوش‌خوان) (۱۳۸۷)
- آه باران (۱۳۸۸)
- زبان آتش (۱۳۸۸)
- رندان مست (۱۳۸۸)
- کنسرت محمدرضا شجریان و گروه شهناز در دبی (۱۳۸۹)
- مرغ خوش‌خوان (۱۳۹۰)
- رنگ‌های تعالی (۱۳۹۲)
- طریق عشق (۱۳۹۵)
- خراسانیات (۱۳۹۸)
- دیلمان (تاریخ نامشخص)

### خوانندهٔ تیتراژ فیلم
- دلشدگان (۱۳۷۰)
- ابجد (۱۳۸۱)
- زمستان است (۱۳۸۴)

### آثار بدون انتشار رسمی (خصوصی)
آثار خصوصی محمدرضا شجریان با هنرمندان مختلف که اطلاعات کامل یا دقیقی از بسیاری از این‌ها در دسترس نیست؛ و فیلم کنسرت‌های چهره به چهره (جشن هنر شیراز، سال ۱۳۵۶)، پیام نسیم، یاد ایام، قاصدک، کنسرت به همراه ارکستر ملی ایران به رهبری فرهاد فخرالدینی (باغ‌موزه چهلستون، تیرماه ۱۳۷۷)، زمستان است، فریاد، کنسرت پاییز ۱۳۸۴ (ساز خاموش و سرود مهر). البته فیلم کنسرت‌های راست‌پنجگاه (جشن هنر شیراز، سال ۱۳۵۴) و کنسرت به همراه گروه شهناز در لندن نیز با وجود این که تلویزیون پخش کرده است اما هیچ ناشری به بازار نداده است. فهرست کامل آن‌ها را در مقاله آثار محمدرضا شجریان ببینید.

### برنامه‌های اجرا شده در رادیو
محمدرضا شجریان در بیش‌تر اجراهای رادیویی خود به علت عدم رضایت پدرش از نام مستعار «سیاوش بیدگانی» استفاده کرده است. شجریان برنامه‌های متعددی در برنامه‌های گل‌ها، گل‌های رنگارنگ، گل‌های تازه، گلچین هفته، برگ سبز، یک شاخه گل و برنامهٔ موسیقی ایرانی اجرا کرده است. یکی از نخستین برنامه‌های بسیار موفق او، اجرای دستگاه‌های راست‌پنجگاه و نوا بود. این دو دستگاه به خاطر پیچیدگی‌ها و دشواری‌هایی که دارد کمتر مورد توجه و بهره‌گیری بوده است.

## کنسرت‌ها
فهرست برخی از کنسرت‌های معروف با حضور محمدرضا شجریان:
- ۱۳۹۳ - تور بزرگ کنسرت به همراه گروه شهناز در کشورهای مختلف با عنوان سرگشتگان عشق[۱۰۲][۱۰۳]
- ۱۳۹۲ - اجرای رنگ‌های تعالی به همراه برادران پورناظری
- ۱۳۸۹ - تور بزرگ کنسرت به همراه گروه شهناز در آمریکا، استرالیا، ترکیه، انگلیس و… که از میان آن‌ها کنسرت در دبی، سالن شیخ راشد (فوریه ۲۰۱۱) شرکت دل آواز آن را به بازار داده است و کنسرت در لندن بی‌بی‌سی به صورت رسمی پخش کرده است.
- ۱۳۸۷ - کنسرت محمدرضا شجریان و گروه شهناز: اجرای زندهٔ آلبوم‌های رندان مست و مرغ خوش‌خوان در تهران (پاییز ۱۳۸۷) به همراه گروه شهناز، شرکت دل آواز این کنسرت را مدتی بعد از انتشار آلبوم‌های استودیویی‌اش به صورت تصویری به بازار داد.
- ۱۳۸۶ - کنسرت محمدرضا شجریان و گروه آوا، شامل دو بخش به نام‌های سخن عشق و غوغای عشق‌بازان، اجرا به همراه گروه آوا، انتشار: شرکت دل آواز در سال ۱۳۸۷[۴۰]
- ۱۳۸۴ - اجرای زندهٔ آلبوم‌های ساز خاموش و سرود مهر در تهران (پاییز ۱۳۸۴) به همراه همایون شجریان، حسین علیزاده و کیهان کلهر
- ۱۳۸۲ - کنسرت هم‌نوا با بم، اجرا در تهران جهت کمک به زلزله‌زدگان بم و همدلی و هم‌دردی با مردم شهر بم، به همراه همایون شجریان، حسین علیزاده و کیهان کلهر، شرکت دل آواز این کنسرت را در قالب آلبوم تصویری به بازار داده است.
- ۱۳۸۱ - اجرای زندهٔ آلبوم فریاد در لس آنجلس (پاییز ۱۳۸۱) به همراه همایون شجریان، حسین علیزاده و کیهان کلهر
- ۱۳۷۹ - اجراهای زندهٔ آلبوم زمستان است بر اساس شعر زمستان اثر مهدی اخوان ثالث، به همراه همایون شجریان، حسین علیزاده و کیهان کلهر در اروپا، آمریکا و کانادا (زمستان ۱۳۷۹)، اجرای کالفرنیا در آلبوم صوتی زمستان است منتشر شده است.
- ۱۳۷۷ - اجرای ارکستر ملی ایران با نود و سه نوازنده به رهبری فرهاد فخرالدینی و آواز محمدرضا شجریان در باغ موزه چهلستون در تیرماه سال ۱۳۷۷ با حضور حسن کسایی، شاه زیدی و فریدون مشیری و علی تجویدی به عنوان مهمانان افتخاری.
- ۱۳۷۳ - آلبوم قاصدک به همراه پرویز مشکاتیان و همایون شجریان، آخرین همکاری شجریان و مشکاتیان، این آلبوم هرگز به صورت رسمی و با کیفیت مناسب ارائه نشد.
- ۱۳۷۱ - اجرای زندهٔ آلبوم یاد ایام در آمریکا به همراه داریوش پیرنیاکان، جمشید عندلیبی و همایون شجریان، اولین اثر با حضور همایون شجریان، این اثر در آلبوم صوتی یاد ایام به بازار آمده است و فیلم آن در فضای اینترنت انتشار یافته است.
- ۱۳۷۰ - اجرای زندهٔ آلبوم پیام نسیم در سوئیس به همراه داریوش پیرنیاکان، جمشید عندلیبی و مرتضی اعیان، آهنگ‌سازی تمامی قطعات را نیز خود محمدرضا شجریان بر عهده داشته است، این اثر در آلبوم صوتی پیام به بازار آمده است و فیلم آن در فضای اینترنت انتشار یافته است.
- ۱۳۵۶ - اجرای زندهٔ آلبوم چهره به چهره در حافظیه شیراز (جشن هنر سال ۱۳۵۶) به همراه گروه شیدا به سرپرستی و آهنگ‌سازی محمدرضا لطفی، این اثر در آلبوم صوتی چهره به چهره انتشار یافته است.
- ۱۳۵۴ - اجرای زندهٔ آلبوم راست پنجگاه در حافظیه شیراز (جشن هنر سال ۱۳۵۴) به همراه محمدرضا لطفی و ناصر فرهنگ‌فر، از اولین و از مهم‌ترین کنسرت‌های باحضور شجریان، این اثر در آلبوم صوتی راست پنجگاه انتشار یافته است و تلویزیون فیلم آن را هم در همان زمان پخش کرده است.

## انتقاد
از جمله فعالان موسیقی که از رویه حرفه‌ای یا سیاسی شجریان انتقاد کرده‌اند، می‌توان به اکبر گلپایگانی اشاره کرد. گلپا در یک مصاحبه به انتقاد از شجریان پرداخته است. همچنین گلپا وی را متهم به قبضه کردن موسیقی کرد و در مصاحبه‌ای دربارهٔ شجریان و هوشنگ ابتهاج چنین گفت:

«این افراد می‌خواستند همه مقلدشان باشند و به ویژه در دهه شصت چوب لای چرخ هر کسی که می‌آمد کار موسیقی انجام دهد می‌گذاشتند.»

برخی کنشگران فرهنگی نیز با اعتراض به وزرای میراث فرهنگی و فرهنگ ارشاد اسلامی، خاکسپاری محمدرضا شجریان را در آرامگاه فردوسی، خلاف موازین میراث فرهنگی در رعایت عرضه و حریم محوطه‌های تاریخی دانستند. ایشان بر این باور بودند که خانواده شجریان با خودسری قوانین میراث فرهنگی را زیر پا گذاشته‌اند.
سال ۱۳۸۹ شعری منسوب به امیر عاملی در نقد مواضع سیاسی شجریان در فضای مجازی منتشر شد و متعاقب آن شعری منسوب به شجریان در جواب عاملی منتشر شد که چندی بعد، هم سرایش شعر اول توسط عاملی تکذیب گردید و هم انتساب شعر دوم به شجریان مردود دانسته شد. عاملی در پی این ماجرا شعری را در ستایش هنر شجریان سرود که مطلعش اینگونه است:
| لب مزن، حنجره را باز کن و ناز بریز |  | به وطن بارشی از رحمت آواز بریز |

## قدردانی و جوایز
جوایز کسب شده توسط محمدرضا شجریان عبارتند از:
جایزه ویژهٔ «خداوندگار موسیقی» بنیاد آقاخان، «نشان عالی هنر برای صلح» جشنوارهٔ بین‌المللی هنر برای صلح، نشان شوالیهٔ ملی لیاقت دولت فرانسه، جایزهٔ بیتا،جایزهٔ پیکاسو سازمان یونسکو، نشان موتسارت سازمان یونسکو، نامزدِ دو جایزهٔ گرمی برای آلبوم‌های فریاد و بی تو به‌سر نمی‌شود
سایت انجمن آسیا محمدرضا شجریان را پرآوازه‌ترین هنرمند موسیقی اصیل ایرانی، خبرگزاری بی‌بی‌سی و سی‌ان‌ان وی را خوانندهٔ افسانه‌ای ایران، روزنامهٔ ونکوورسان او را یکی از مهم‌ترین هنرمندان موسیقی ملل و همچنین رادیوی عمومی ملی (NPR) در سال ۲۰۱۰ وی را یکی از ۵۰ صدای برتر جهان معرفی کرد.
سازمان جهانی مالکیت معنوی (وایپو) «مدال خلاقیت» را پس از مرگ به او اهدا کرد. مدال خلاقیت وایپو به هنرمندان اثرگذاری که نقش بسزایی در توسعه فرهنگی و هنری ایفا کرده و ابتکارها و فعالیت‌های آن‌ها تأثیر شایانی بر ارتقای احترام به آثار خلاقانه داشته‌اند اهدا می‌شود.

### نامگذاری یک خیابان به نام «شجریان»
در فروردین ۱۳۹۸ اعضای شورای شهر تهران با پیشنهاد نامگذاری یک خیابان به نام «محمدرضا شجریان» موافقت کردند. در این جلسه، تغییرِ نام بلوار فلامک جنوبی و شمالی در منطقه ۲ تهران به نام «محمدرضا شجریان» به تصویب رسید.تابلوی این خیابان در آستانه شب یلدا سال ۹۹ نصب شد. چند روز بعد از نصب این تابلو جمعی با نام خانواده‌های شهدا این تابلو را به اسم محسن فخری‌زاده تغییر دادند.این اقدام بازتاب منفی گسترده‌ای در فضای مجازی به همراه داشت.
عیسی فرهادی، فرماندار تهران، در روز چهارشنبه ۳ دی ماه ۱۳۹۹ دربارهٔ موضوع خیابان شجریان گفت شورای شهر هیچ مصوبه ای برای ما ارسال نکرده و تا مصوبه ای ارسال نشود نامگذاری هیچ خیابانی به نام شجریان قانونی نیست. او همچنین کندن تابلوی نصب شده را هم خلاف قانون دانست. این ادعای او درحالی مطرح شده است که در روز ۲۵ آبان ۹۹ خبرگزاری ایسنا، خبری را در رابطه با اجرای مصوبه شورای شهر در مورد نامگذاری خیابان شجریان و اجرای آن منتشر کرد.
خانواده محسن فخری‌زاده نیز در بیانه ای اعلام کردند که با تغییر نام این خیابان بدون هماهنگی با مسئولان مخالف هستند. در قسمتی از این بیانیه نوشته شده است: «هرگونه تغییر در نام‌ها و عناوین معابر و خیابان‌ها باید از طریق مراجع رسمی صورت گیرد و اقداماتی خارج از رویه‌های جاری، شایسته و به مصلحت نمی‌باشد.» و اینکه فخری‌زاده خود به هنر و موسیقی اصیل ایرانی علاقه‌مند بود و «هرگونه تغییر در نام‌ها و نمادهای این عرصه» به گفته خانواده او «دور از اندیشه و سیره» فخری‌زاده بوده است.

### تندیس سال‌نوا
۱۱ بهمن ۱۳۹۹، در اختتامیهٔ آیینِ ششمین سال‌نوای موسیقی ایران، از تندیس ویژهٔ سال‌نوای موسیقی ایران، یادبودِ محمدرضا شجریان توسط حسین علیزاده و فریدون شهبازیان رونمایی شد. این تندیس برای نگهداری، به موزهٔ موسیقی ایران ارسال شد.

## یادداشت
1. ↑  دانشگاه تهران بعداً قصد داشت به شجریان دکترای افتخاری بدهد اما او نپذیرفت[۱]